# 中国共产党陕西省纪律检查委员会
中国共产党陕西省纪律检查委员会，简称中共陕西省纪委，是中国共产党的省级纪律检查机关，与陕西省监察委员会合署办公。

## 历届组成人员
第十四届省纪委（2022年5月至今）
- 书记：王兴宁
- 副书记：马希良、王晓江、何备战、苏斌